# Katrine Svane
Katrine Svane (ur. 17 marca 1998 w Viborgu) – duńska piłkarka, grająca na pozycji bramkarza w klubie Aarhus GF, reprezentantka Danii.

## Kariera piłkarska

### Kariera klubowa
W 2017 rozpoczęła karierę piłkarską w drużynie VSK Aarhus. Po reorganizacji klubu w 2020 dołączyła do Aarhus GF. Jest podstawową bramkarką zespołu.

### Kariera reprezentacyjna
12 czerwca 2022 roku zadebiutowała w duńskiej kadrze narodowej w wygranym 2:1 meczu towarzyskim z Austriaczkami. W latach 2013–2017 również broniła barw juniorskiej reprezentacji Danii U-17 i U-19.

## Sukcesy i odznaczenia

### Sukcesy klubowe
VSK Aarhus
- brązowa medalistka mistrzostw Danii (1): 2018/19